# Commission internationale pour le percement de l'isthme de Suez
La Commission internationale pour le percement de l'isthme de Suez était une commission de treize experts internationaux convoquée en 1855 par Ferdinand de Lesseps sous les auspices du vice-roi d'Égypte Mohammed Said Pacha pour donner leurs avis sur l'avant-projet de Linant-Bey et Eugène Mougel-Bey pour la jonction de la mer Rouge et de la Méditerranée, de trouver la meilleure solution pour un tel canal et d'en élaborer un projet définitif.

## Antécédents
Le percement d'un canal à travers l'isthme de Suez était un des grands projets discutés en Europe pendant la première moitié du XIXe siècle. Au cours de la campagne d’Égypte de Napoléon en 1799, un nivellement inexact avait donné une différence d'altitude de neuf mètres entre la surface de la mer Rouge et celle de la Méditerranée. Cette erreur persistait jusqu'au nouveau nivellement réalisé en 1847 par Paul-Adrien Bourdaloue pour la Société d'Étude pour le canal de Suez qui a montré que la différence était en réalité très faible et qu'une réalisation d'un canal sans écluses était envisageable. Un membre de la Société d'Études, Alois Negrelli, inspecteur des chemins de fer de l'Autriche, fit partie de cette expédition et examina surtout la baie de Péluse, où un futur canal aboutirait à la Méditerranée. Or, les circonstances politiques des années 1848 ne permettaient pas de poursuivre ce projet.
Le 30 novembre 1854, Ferdinand de Lesseps, ami de Mohammed Said Pacha, avait obtenu la première concession pour la construction du canal de Suez et avait amené Linant-Bey et Mougel-Bey à préparer un avant-projet du canal. Lesseps, qui dès le début était soucieux de mettre le projet sur une base politique aussi large que possible, soumit cet avant-projet au vice-roi qui, dans son firman du 19 mai 1855, décréta entre autres que l'avant-projet devrait être élaboré et ensuite soumis à une commission d'experts internationale.

## La Commission
La commission se réunit la première fois le 30 octobre 1855 à Paris. Elle était composée de
- F. W. Conrad, ingénieur en chef du Water Staat, à la Haye ; président de la Commission ;
- Harris, capitaine de la marine britannique des Indes, à Londres ;
- Charles Jaurès, capitaine de vaisseau de la marine impériale de France et membre du Conseil d'amirauté ;
- Lentze, ingénieur en chef des travaux de la Vistule, à Berlin ;
- Jean-Pierre Lieussou, ingénieur hydrographe de la marine impériale de France, à Paris; secrétaire de la Commission ;
- J. R. Mac-Clean, ingénieur, à Londres ;
- Charles Manby, ingénieur, à Londres ; secrétaire de la Commission ;
- Cipriano Segundo Montesino, directeur des travaux publics, à Madrid ;
- Alois Negrelli, inspecteur général des chemins de fer de l'empire d'Autriche, à Vienne ;
- Pietro Paleocapa, ministre des travaux publics du royaume de Sardaigne, à Turin ;
- Louis Auguste Renaud, inspecteur général et membre du conseil général des Ponts et chaussées de France, à Paris ;
- J. M. Rendel, ingénieur à Londres ;
- Charles Rigault de Genouilly, contre-amiral de la marine impériale de France, à Paris.

Après un examen préalable de l'avant-projet de Linant-Bey et Mougel-Bey on décida que quelques membres se rendraient en Égypte pour y étudier le problème de la jonction des deux mers et qu'un plan de la baie de Péluse serait établi pour compléter et vérifier les profils que Negrelli avaient dressés en 1847.

## Expédition en Égypte
Le 18 novembre 1855, cinq membres de la commission, Mac-Clean, Conrad, Negrelli, Renaud et Lieusson, se réunirent à Alexandrie. Negrelli soumit les profils ainsi qu'un tracé du canal qu'il avait projeté aussi en 1847 et qui, en principe, correspondait à celui de Linant-Bey et Mougel-Bey. Les deux jours suivants, le groupe examina la côte et la rade d'Alexandrie. Ensuite, on se rendit à Suez pour y examiner la baie et puis de procéder vers le Wadi Tumilat pour faire des sondages et des recherches sur le tracé à travers le delta du Nil proposé par Jacques-Marie Le Père et Paulin Talabot. Pourtant, les cinq membres se mirent d'accord assez vite que ce tracé ne serait pas acceptable pour des raisons techniques et économiques divers. Pendant le voyage à la côte, d'autres sondages du sous-sol et recherches ont été exécutés. Le 31 décembre 1855, le groupe s'est embarqué sur la frégate à vapeur égyptienne Le Nil pour retourner à Alexandrie. À bord de ce navire, on arriva à la conclusion que l'embouchure du canal devait être déplacé de Péluse à un endroit plus à l'ouest (au lieu du présent Port-Saïd) où le fond de mer est plus pentu. Ce serait préférable même si le canal serait allongé d'environ 6 kilomètres. En plus, un port avec une jetée nord de 3,5 km et une jetée sud de 2,5 km ainsi qu'un phare devrait y être construit. 
Le 2 janvier 1856, le groupe soumit un rapport préalable au vice-roi déclarant qu'un canal direct de Suez vers le golfe de Péluse serait la seule solution pour la jonction des deux mers et que la dépense des travaux ne dépasserait pas la chiffre de 200 millions de francs indiquée déjà à l'avant-projet. Le rapport définitif avec plans et profils nécessiterait encore du travail en Europe et serait soumis au vice-roi dans quelques mois. 
Le vice-roi décréta alors la deuxième concession du 5 janvier 1856.

## Délibérations de la Commission à Paris
La commission entière se réunit de nouveau à Paris le 23 juin 1856 (Rendel était excusé, Negrelli et Montésino arrivèrent le lendemain). Les délibérations pendant trois jours consécutifs portaient sur les résultats des recherches faites en Égypte et sur tous les détails d'un canal futur. Finalement, la commission vota à l'unanimité pour un canal tel que proposé par Negrelli et choisi par le groupe en Égypte, c'est-à-dire un canal direct entre Suez et l'endroit du présent Port-Saïd, sans écluses et sans être endigué dans les Lacs Amers remplis par les eaux de la mer Rouge, de 80 à 100 mètres de large avec 8 mètres de profondeur, avec des ports à ses deux extrémités.

## Rapport final de la Commission
Le Rapport de la Commission internationale du décembre 1856, consistant d'un mémoire de 195 pages ainsi que d'un tome avec des cartes, plans, profils, calculs et autres détails techniques, contient le raisonnement complet pour le tracé direct et la description de tous les éléments du canal y inclus les ports, les jetées, phares et éclairages des côtes, télégraphe électrique, ateliers de constructions, magasins, bâtiments et bacs pour traverser le canal. La Commission proposa le nom de Port-Saïd pour l'embouchure du canal à la Méditerranée.